# Drosophila epiobscura
Drosophila epiobscura este o specie de muște din genul Drosophila, familia Drosophilidae, descrisă de Parshad și Duggal în anul 1967. Conform Catalogue of Life specia Drosophila epiobscura nu are subspecii cunoscute.